# Parafia św. Apostołów Piotra i Pawła w Dębowej Łące
Parafia Świętych Apostołów Piotra i Pawła w Dębowej Łące – parafia rzymskokatolicka w diecezji toruńskiej, w dekanacie Golub, z siedzibą w Dębowej Łące. Parafia powstała na przełomie XIII i XIV wieku. Należą do niej wierni z Dębowej Łąki.

## Grupy parafialne
- Akcja Katolicka, Lektorzy, Ministranci, Żywy Różaniec, Zespół charytatywny Caritas.